# Intento de un diccionario biográfico y bibliográfico de autores de la provincia de Burgos
Intento de un diccionario biográfico y bibliográfico de autores de la provincia de Burgos es una obra del bibliógrafo Manuel Martínez Añíbarro y Rives, publicada por primera vez en 1889.

## Descripción
Compuesta por el burgalés Manuel Martínez Añíbarro y Rives y galardonada en el concurso público celebrado por la Biblioteca Nacional de España en 1887, la obra no se publicó, sin embargo, hasta 1889. Salió de la Imprenta y Fundición de Manuel Tello, costeada por el Estado. El trabajo, que empieza con datos de Blas Acuña y concluye con los relativos a Alonso de Zorrilla, reúne en orden alfabético información biobibliográfica sobre tres centenares de escritores burgaleses. «No me refiero á una época ni á retazo alguno de clasificación científica; me ocupo de la provincia de Burgos, que es la que he estudiado durante muchos años, y el objeto preferente de mis afanes y tareas», explica el autor en las primeras páginas, justo antes de aseverar que «si todas [las provincias] lograran ver realizado trabajo análogo, tal vez estarían echados los cimientos del colosal edificio» que sería lo que denomina una «biblioteca hispánica completa».
En 1932, el también burgalés Eloy García de Quevedo publicó un artículo titulado «De bibliografía burgense» en el que, si bien apreciaba el trabajo de Añíbarro, también apuntaba que lo consideraba ya «envejecido». Señaló, además, varios fallos en fechas y títulos, así como ausencias notables entre las obras de algunos de los autores biografiados. Ese mismo año, e inspirado en el intento de Añíbarro, Licinio Ruiz publicó Escritores burgaleses, con el subtítulo de «continuación al "Intento de un Diccionario bio-bibliográfico de autores de la provincia de Burgos", de Martíñez Añíbarro y Rives».